# Liste des sites et monuments classés de la wilaya de Khenchela
Cet article présente une liste des sites et monuments classés de la wilaya de Khenchela, en Algérie.

## Liste
| Id    | Identification du bien              | Datation        | Commune        | Coordonnées    | Catégorie du classement                     | Mesures et date de protection | Date de publication au Journal Officiel | Illustration    |                       |
| ----- | ----------------------------------- | --------------- | -------------- | -------------- | ------------------------------------------- | --- | --------------------------------------- | --------------- | --------------------- |
| 40-1  | Hammam Essalhine                    | Antique         | El Hamma       | à géolocaliser | Classé                                      | Classé sur la liste des biens culturels par arrêté du 17/03/2010, après avis conforme de la commission nationale des biens culturels. | N° 27 du 25/04/2010                     | Image manquante | Télécharger une image |
| 40-2  | Mausolée Cédias (ksar Djazia)       | Antique         | El Mahmal      | à géolocaliser | Classé                                      | Classé parmi les sites et monuments historiques par arrêté du 03/11/1999, après avis favorable de la commission nationale des monuments historiques émis lors de ses réunions du 18/04/1987, du 7/03/1988, du 17/06/1990, du 30/12/1991, du 19/01/1995, du 05/03/1996, du 13/05/1997, du 24/12/1997, du 24/12/1997, et du 26/07/1998. | N° 87 du 08/12/1999                     | Image manquante | Télécharger une image |
| 40-3  | Site de Baghaï                      | Antique         | Baghaï         | à géolocaliser | Classé                                      | Classé parmi les sites et monuments historiques par arrêté du 03/11/1999, après avis favorable de la commission nationale des monuments historiques émis lors de ses réunions du 18/04/1987, du 7/03/1988, du 17/06/1990, du 30/12/1991, du 19/01/1995, du 05/03/1996,du 13/05/1997, du 24/12/1997, du 24/12/1997, et du 26/07/1998.  | N° 87 du 08/12/1999                     | Image manquante | Télécharger une image |
| 40-4  | Mosquée Sidi Belkacem Chabi         | Moderne         | Chechar        | à géolocaliser | Inscription sur l'inventaire supplémentaire | Inscrit sur l'inventaire supplémentaire Arrêté signé par le wali N° 210 du 30/01/2019 | Arrêté non pub au journal officiel      | Image manquante | Télécharger une image |
| 40-5  | Site archéologique Fouris           | Antique         | Ouled Rechache | à géolocaliser | Inscription sur l'inventaire supplémentaire | Inscrit sur l'inventaire supplémentaire Arrêté signé par le wali N° 210 du 30/01/2019 | Arrêté non pub au journal officiel      | Image manquante | Télécharger une image |
| 40-6  | Site archéologique Henchir Tebrouri | Antique         | El Mahmel      | à géolocaliser | Inscription sur l'inventaire supplémentaire | Inscrit sur l'inventaire supplémentaire Arrêté signé par le wali N° 210 du 30/01/2019 | Arrêté non pub au journal officiel      | Image manquante | Télécharger une image |
| 40-7  | Site archéologique Koudiat El Kamh  | Antique         | Aïn Touila     | à géolocaliser | Inscription sur l'inventaire supplémentaire | Inscrit sur l'inventaire supplémentaire Arrêté signé par le wali N° 210 du 30/01/2019 | Arrêté non pub au journal officiel      | Image manquante | Télécharger une image |
| 40-8  | Gorges de l'Oued El Arab            | Aucune datation | Khenchela      | à géolocaliser |                                             | Classé parmi les sites et monuments naturels en date du 30/01/1928, Conformément à l'article 62 de l'ordonnance N° 67-281 du 20/12/1967 | N° 07 du 23/01/1968                     | Image manquante | Télécharger une image |
| 40-9  | Grottes de Fringal                  | Aucune datation | Khenchela      | à géolocaliser |                                             | Classé parmi les sites et monuments naturels en date du 30/01/1928, Conformément à l'article 62 de l'ordonnance N° 67-281 du 20/12/1967 | N° 07 du 23/01/1968                     | Image manquante | Télécharger une image |
| 40-10 | Vallée Oued Beni Barbare            | Aucune datation | Khenchela      | à géolocaliser |                                             | Classé parmi les sites et monuments naturels en date du 30/01/1928, Conformément à l'article 62 de l'ordonnance N° 67-281 du 20/12/1967 | N° 07 du 23/01/1968                     | Image manquante | Télécharger une image |
| 40-11 | Village de Djellal                  | Aucune datation | Djellal        | à géolocaliser |                                             | Classé parmi les sites et monuments naturels en date du 30/01/1928, Conformément à l'article 62 de l'ordonnance N° 67-281 du 20/12/1967 | N° 07 du 23/01/1968                     | Image manquante | Télécharger une image |
| 40-12 | Village de Tabardga                 | Aucune datation | Cherchar       | à géolocaliser |                                             | Classé parmi les sites et monuments naturels en date du 30/01/1928, Conformément à l'article 62 de l'ordonnance N° 67-281 du 20/12/1967 | N° 07 du 23/01/1968                     | Image manquante | Télécharger une image |
| 40-13 | Village de Tizigarine               | Aucune datation | Bouhmama       | à géolocaliser |                                             | Classé parmi les sites et monuments naturels en date du 28/02/1928, Conformément à l'article 62 de l'ordonnance N° 67-281 du 20/12/1967 | N° 07 du 23/01/1968                     | Image manquante | Télécharger une image |